# Украинский миротворческий контингент в ДР Конго
Украинский миротворческий контингент в Демократической Республике Конго (укр. Український миротворчий контингент у Демократичній Республіці Конго) — подразделение вооружённых сил Украины, принимавшее участие в миссии ООН по стабилизации в Демократической Республике Конго в составе миротворческих сил ООН.

## История
Летом 2000 года правительство Украины сообщило, что собирается направить в состав миротворческого контингента ООН в Конго украинский военный контингент общей численностью около 350 человек, в составе которого будет группа управления воздушным движением и два вертолётных отряда.
В 2001 году в состав контингента был включён вертолётный отряд (лётчики и авиатехники).
Кроме того, государственное предприятие министерства обороны Украины «Украинская авиационная транспортная компания» по контракту с ООН осуществляло доставку грузов в Конго с использованием военно-транспортных самолётов, а вертолёты Ми-8МТВ-1 министерства обороны Украины, переданные в аренду авиакомпании ЗАО «Украинские вертолёты», осуществляли перевозки пассажиров и грузов по территории Конго.
4 августа 2001 года при взлёте украинского транспортного самолёта Ан-26 (зафрахтованного ООН для работы в составе миссии ООН в Конго) с аэродрома в городе Гома в восточной части ДРК бортинженер убрал шасси до отрыва шасси от взлётно-посадочной полосы. Взлётная скорость самолёта была погашена скольжением фюзеляжа по полосе (самолёт остановился в 50 метрах от её торца), жертв среди экипажа и пассажиров (в салоне находилось 30 сотрудников ООН) не было, но в результате авиапроисшествия самолёт получил повреждения.
После того, как министерством обороны Украины было создано Объединённое оперативное командование вооружённых сил Украины (задачей которой было руководство деятельностью украинских военных контингентов за границами Украины), украинский контингент в Конго был передан в ведение ООК ВСУ.
5 ноября 2008 года военнослужащим миротворческого контингента ООН разрешили применять оружие против повстанцев.
12 ноября 2008 года военнослужащим миротворческого контингента ООН разрешили применять оружие как против повстанцев, так и в отношении военнослужащих регулярной армии Демократической Республики Конго, в случае если действия правительственных войск угрожают жизни гражданского населения.
В июне 2010 года численность украинских военных наблюдателей в Конго была увеличена с 9 до 13 человек.
9 декабря 2011 года генеральный секретарь ООН Пан Ги-Мун обратился к правительству Украины с просьбой направить в Конго дополнительные силы: вертолётный отряд численностью около 150 человек.

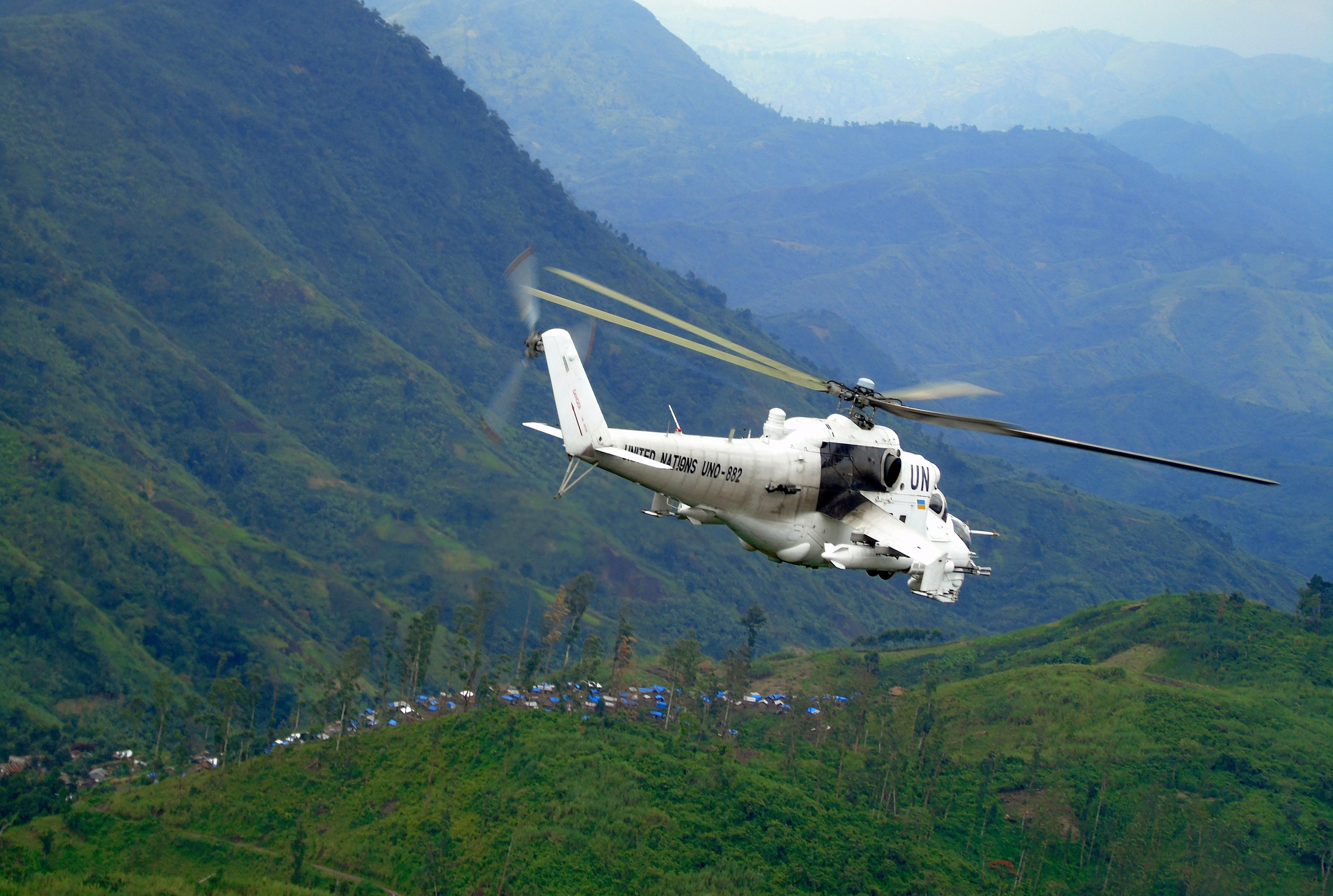
Украинский Ми-24П в Конго (19 апреля 2015)

10 февраля 2012 года в Конго был направлен 18-й отдельный вертолётный отряд (157 военнослужащих, 4 боевых вертолёта Ми-24 и 43 единицы автомобильной и специальной техники). В этот день из Гостомеля в Конго на самолёте Ан-124 были отправлены передовая группа военнослужащих и 90 тонн имущества и техники, необходимые для развертывания лагеря 18-го отдельного вертолётного отряда. Как сообщил командир группы, начальник штаба украинского миротворческого контингента в Конго подполковник Сергей Шаповалов, место постоянной дислокации отряда будет в районе города Гома.
21 марта 2012 года осуществлявший патрулирование территории вертолёт Ми-24 украинского контингента был обстрелян с земли, был ранен один из находившихся на борту — капитан С. Вечеровский, а вертолёт получил повреждения. 29 марта 2012 года ремонт вертолёта был завершён и Ми-24 вернули в строй.
К началу 2013 года вертолёты украинского контингента выполнили 800 вылетов (из них 260 — боевых) общей продолжительностью свыше 1300 часов. Как отметил С. Шаповалов, участие в операции позволило улучшить подготовку экипажей, сэкономив на горючем и техническом обслуживании (которые оплачивались из средств ООН). В июне 2013 года по просьбе ООН правительство Украины приняло решение о увеличении численности контингента в Конго на 40 человек и три вертолёта Ми-8, а также увеличить срок службы для военнослужащих всех украинских контингентов ООН в Африке до девяти месяцев.
По состоянию на 30 июня 2013 года, общая численность украинского миротворческого контингента в Конго составляла 177 человек (161 военнослужащих, 5 полицейских и 11 гражданских специалистов). Летом 2013 года заработная плата для военнослужащих украинского миротворческого контингента составляла около 3 тыс. долларов США в месяц
В сентябре 2013 года общая численность украинского миротворческого контингента в Конго составляла 250 человек и 66 единиц техники (в том числе, четыре боевых вертолёта Ми-24 и два вертолёта Ми-8), 24 сентября 2013 года было принято решение передать в состав контингента два дополнительных вертолёта Ми-8. Помимо авиагруппы, в состав украинского контингента входят подразделение наземной охраны постоянного лагеря, военно-медицинский персонал, водоочистительная станция ВФС-10 (с двумя автоцистернами МАЗ-500), узел связи (несколько радиостанций, станции спутниковой связи «INMARSAT» и «IRIDIUM», а также 20 компьютеров с подключением к сети Интернет) и хлебопекарня.
В конце мая 2014 года украинское присутствие в Конго было существенно уменьшено, основная часть контингента (250 человек) была досрочно возвращена на Украину для участия в боевых действиях на востоке страны, 7 июня 2014 года они прибыли во Львов.
12 августа 2014 депутат Верховной Рады А. С. Гриценко призвал правительство Украины вернуть на Украину вертолёты, находящиеся в составе миротворческих контингентов в Африке.
По состоянию на 12 ноября 2014 года, вертолёты Ми-24 и Ми-8 украинского контингента оставались на территории Конго. Как сообщило министерство обороны Украины, в начале ноября 2014 вертолёты Ми-8 с украинскими экипажами успешно осуществили операцию по транспортировке оружия и снаряжения спецназа Танзании.
26 ноября 2014 года в аэропорту города Гома шесть военнослужащих украинского контингента были задержаны правительственными силами ДРК за незаконное приобретение комплектов военной униформы конголезской армии, в дальнейшем инцидент был урегулирован и 28 ноября 2014 все шесть задержанных были отпущены.
В целом, только в течение последних семи месяцев 2014 года (с начала июля до конца декабря 2014) 18-й отдельный вертолётный отряд выполнил свыше 2400 вылетов общей продолжительностью свыше 2,5 тыс. часов, в ходе которых были перевезены свыше 500 тонн грузов и почти 10 тыс. сотрудников миссии ООН.
22 декабря 2014 на базе 16-й отдельной бригады армейской авиации сухопутных войск Украины началась проверка подготовки военнослужащих, предназначенных для осуществления ротации 18-го отдельного вертолётного отряда в Демократической Республике Конго.
По состоянию на 11 января 2015 года, общая численность украинского контингента составляла 265 военнослужащих, в распоряжении контингента имелось 4 боевых вертолёта Ми-24, 4 вертолёта Ми-8МТ, 36 единиц автомобильной и специальной техники и 18 прицепов
В середине января 2015 года вертолёты украинского контингента приняли участие в совместной боевой операции войск ООН и правительственной армии Конго «Kamilisha Usalama 2» против вооружённых формирований повстанцев, в ходе которой транспортные вертолёты украинского контингента доставили в труднодоступный горный массив подразделение военнослужащих ЮАР, а боевые вертолёты украинского контингента и ЮАР обеспечивали огневую поддержку с воздуха. В ходе операции были взяты под контроль два лагеря и два наблюдательных поста конголезских повстанцев.
3 февраля 2015 года из Конго в международный аэропорт «Львов» самолётом ООН были доставлены 224 военнослужащих 18-го отдельного вертолётного отряда.
22 декабря 2015 года была проведена ротация вертолётной техники украинского контингента в Конго: самолётом Ан-124-100 из Львова в Конго были доставлены два Ми-24 и два Ми-8МТ с комплектом запасных частей и иным имуществом, а ранее находившиеся в эксплуатации вертолёты — подготовлены к доставке на Украину для выполнения планового ремонта и регламентных работ.
В феврале 2016 года в Конго прибыли военнослужащие шестой ротации украинского контингента ООН, с 14 февраля 2016 года они приступили к выполнению поставленных задач. Помимо выполнения задач миротворческого контингента ООН, офицеры групп боевого управления вертолётного отряда проводили обучение авианаводчиков (по официальным данным министерства обороны Украины, за полгода, в период с середины февраля до 19 июля 2016 года во время выполнения учебно-тренировочных полётов вертолётов украинского контингента были выполнены 600 наведений вертолётов Ми-24 украинского контингента на наземные цели и подготовлены четыре авианаводчика).
В течение 2016 года в Конго находились украинский миротворческий контингент ООН (250 военнослужащих, 4 вертолёта Ми-24, 4 вертолёта Ми-8 и 57 единиц автомобильной техники) и 16 человек военного персонала MONUSCO (6 штабных офицеров и 10 военных наблюдателя).
В 2017 году в Конго находились 250 военнослужащих, 4 вертолёта Ми-24, 4 вертолёта Ми-8 и 57 единиц автомобильной техники вооружённых сил Украины.
В июне 2018 года у одного из вертолётов сломался главный редуктор, после чего он совершил вынужденную посадку в районе города Шабунда, однако военнослужащие контингента сумели провести замену редуктора в полевых условиях
7 ноября 2020 года заболел COVID-2019 и 23 ноября 2020 года умер в госпитале военнослужащий из состава украинского контингента в Конго.
18 января 2021 года в Конго погиб ещё один военнослужащий украинского контингента, ст. лейтенант А. Мулявко.
18 сентября 2022 года 255 вернулись на Украину.

## Награды и знаки отличия
- военнослужащие контингента, участвовавшие в операции не менее 90 дней, награждаются медалью ООН за участие в миротворческой операции[51][52]
- В 2003—2012 гг. личный состав украинского контингента в Конго имел право на награждение Памятным нагрудным знаком министерства обороны Украины «Воин-миротворец». Знаком награждали военнослужащих за 60 дней пребывания в составе миротворческого контингента или миротворческого персонала, при ранении, болезни и гибели военнослужащего награждение производилось без учёта срока пребывания.
- 6 июня 2014 года ещё 20 военнослужащих украинского контингента были награждены медалями, почётными грамотами и ценными подарками от министерства обороны Украины[53]